# لی ایون یونگ
لی ایون یونگ (انگلیسی: Lee Eun-young؛ زادهٔ ۷ ژوئیهٔ ۱۹۷۴) بازیکن هاکی روی چمن اهل کره جنوبی است.